# Champions Trophy vrouwen 2011
De 19de editie van de Champions Trophy hockey werd gehouden van 25 juni 2011 tot en met 3 juli 2011 in Amstelveen, Nederland. Het was de eerste editie met acht in plaats van zes deelnemers.
De deelnemers waren in eerste instantie, per definitie, het gastland, de regerend olympisch kampioen (2008), de regerend wereldkampioen (2010) en de winnaar van de vorige Champions Trophy. Het deelnemersveld werd aangevuld met de beste landen van het wereldkampioenschap 2010.
Door de uitbreiding naar acht landen heeft de FIH dit deelnemersveld aangevuld met twee landen en gekozen voor China (nr. 4 van de wereldranglijst van augustus 2010) en Nieuw-Zeeland (nr. 7 op de wereldranglijst). Hiermee doet de voltallige top 8 van de wereldranglijst op het moment van de beslissing mee. Nederland wint van Argentinië na shootouts met 3-2 na 85 minuten spelen was de stand gelijk 3-3.

## Geplaatste landen
- Argentinië (wereldkampioen en titelverdediger)
- Australië (nummer 5 Wereldkampioenschap hockey vrouwen 2010)
- China (uitgenodigd door de FIH)
- Duitsland (nummer 4 Wereldkampioenschap hockey vrouwen 2010)
- Engeland (nummer 3 Wereldkampioenschap hockey vrouwen 2010)
- Nederland (gastland en olympisch kampioen)
- Nieuw-Zeeland (uitgenodigd door de FIH)
- Zuid-Korea (nummer 6 Wereldkampioenschap hockey vrouwen 2010)

## Selecties

### Argentinië
- ( 1.) Belén Succi
- ( 4.) Rosario Luchetti
- ( 5.) Macarena Rodríguez
- ( 8.) Luciana Aymar 
- (10.) Soledad García
- (11.) Carla Rebecchi
- (12.) Delfina Merino

- (13.) María Laura Aladro
- (16.) Florencia Habif
- (17.) Rocío Sánchez
- (18.) Daniela Sruoga
- (19.) Sofía Maccari
- (20.) Victoria Zuloaga
- (21.) Mariela Scarone

- (25.) Silvina D'Elia
- (26.) Giselle Kañevsky
- (27.) Noel Barrionuevo
- (30.) Josefina Sruoga
- Bondscoach

Carlos Retegui

### Australië
- ( 1.) Toni Cronk
- ( 4.) Casey Eastham
- ( 5.) Renee Trost
- ( 6.) Megan Rivers
- ( 7.) Jodie Schulz
- ( 8.) Ashleigh Nelson
- ( 9.) Anna Flanagan

- (11.) Jacklyn McRae
- (12.) Madonna Blyth 
- (15.) Kobie McGurk
- (16.) Kellie White
- (17.) Emily Hurtz
- (20.) Marnie Hudson
- (21.) Jayde Taylor

- (22.) Kate Jenner
- (25.) Jade Warrender
- (28.) Georgina Parker
- (31.) Jade Close
- Bondscoach

Adam Commens

### China
- ( 1.) Ma Yibo
- ( 2.) Wang Mengyu
- ( 3.) Mao Weilin
- ( 5.) Ma Wei
- ( 6.) Sun Sinan
- ( 8.) Fu Baorong
- (10.) Gao Lihua

- (11.) Wang Zhishuang
- (12.) Bao Qianqian
- (13.) Hu Pan
- (16.) Zhang Yimeng
- (17.) Li Hongxia 
- (19.) Huang Ting
- (21.) Zhao Yudiao

- (22.) Song Qingling
- (23.) De Jiaojiao
- (25.) Xu Xiaoxu
- (29.) Peng Yang
- Bondscoach

Kim Sang-Ryul

### Duitsland
- ( 1.) Yvonne Frank
- ( 2.) Tina Bachmann 
- ( 6.) Luisa Steindor
- ( 7.) Natascha Keller
- ( 8.) Christina Schütze
- (10.) Nina Hasselmann
- (13.) Katherina Otte

- (14.) Jana Teschke
- (17.) Barbara Vogel
- (20.) Lena Andersch
- (22.) Janine Beermann
- (23.) Marie Mävers
- (24.) Maike Stöckel
- (25.) Janne Müller-Wieland

- (26.) Celine Wilde
- (28.) Julia Müller
- (30.) Mia Sehlmann
- (31.) Julia Karwatzky
- Bondscoach

Michael Behrmann

### Engeland
- ( 1.) Beth Storry
- ( 4.) Laura Unsworth
- ( 5.) Crista Cullen
- ( 6.) Hannah Macleaod
- ( 7.) Anne Panter
- ( 8.) Helen Richardson
- (11.) Kate Walsh 

- (12.) Chloe Rodgers
- (13.) Kerry Williams
- (15.) Alex Danson
- (17.) Beckie Herbert
- (18.) Georgie Twigg
- (21.) Sam Quek
- (22.) Ashleigh Ball

- (23.) Sally Walton
- (24.) Anna Bennett
- (28.) Nicola White
- (30.) Maddy Hinch
- Bondscoach

Danny Kerry

### Nederland
- ( 1.) Floortje Engels
- ( 2.) Willemijn Bos
- ( 5.) Carlien Dirkse van den Heuvel
- ( 6.) Claire Verhage
- ( 8.) Marieke Veenhoven
- ( 9.) Wieke Dijkstra
- (12.) Lidewij Welten

- (15.) Sabine Mol
- (16.) Carlijn Welten
- (17.) Maartje Paumen 
- (22.) Joyce Sombroek
- (23.) Kim Lammers
- (24.) Eva de Goede
- (27.) Marilyn Agliotti

- (28.) Merel de Blaey
- (29.) Caia van Maasakker
- (30.) Margot van Geffen
- (31.) Daphne van der Velden
- Bondscoach

Max Caldas

### Nieuw-Zeeland
- ( 1.) Kayla Sharland 
- ( 2.) Emily Naylor
- ( 3.) Krystal Forgesson
- ( 5.) Katie Glynn
- ( 8.) Sally Rutherford
- ( 9.) Alana Millington
- (12.) Ella Gunson

- (16.) Clarissa Eshuis
- (17.) Lucy Talbot
- (20.) Samantha Harrison
- (21.) Cathryn Finlayson
- (22.) Gemma Flynn
- (23.) Anna Thorpe
- (27.) Sophie Devine

- (28.) Charlotte Harrison
- (30.) Bianca Russell
- (31.) Stacey Michelsen
- (32.) Anita Punt
- Bondscoach

Mark Hager

### Zuid-Korea
- ( 1.) Moon Young-Hui
- ( 3.) Kim Young-Ran
- ( 5.) Cho Eun-Ji
- ( 6.) Park Seon-Mi
- ( 7.) Lee Seon-Ok 
- ( 8.) Kim Jong-Hee
- ( 9.) Eum Mi-Young

- (10.) Park Mi-Hyun
- (11.) Kim Jong-Eun
- (12.) Kim Da-Rae
- (13.) Cheon Eun-Bi
- (14.) Hong Ji-Seon
- (15.) Kim Sung-Hee
- (16.) Jang Soo-Ji

- (17.) Kim Ok-Ju
- (21.) Hong Yoo-Jin
- (22.) Park Ki-Ju
- (23.) Kim Ah-Ra
- Bondscoach

Lim Jung-Woo

## Scheidsrechters
- Stella Bartlema
- Frances Block
- Elena Eskina
- Amy Hassick

- Christiane Hippler
- Kelly Hudson
- Michelle Joubert
- Miao Lin

- Irene Presenqui
- Lisa Roach
- Chieko Soma

## Groepsfase

#### Groep A
| Team       | Gsp | Gw | G | V | DV | DT | DS | Pnt |
| ---------- | --- | -- | - | - | -- | -- | -- | --- |
| Argentinië | 3   | 2  | 1 | 0 | 6  | 2  | +4 | 7   |
| Zuid-Korea | 3   | 0  | 3 | 0 | 5  | 5  | 0  | 3   |
| Engeland   | 3   | 0  | 2 | 1 | 2  | 3  | −1 | 2   |
| China      | 3   | 0  | 2 | 1 | 3  | 6  | −3 | 2   |

| 25 juni 2011 09:00             |       |                                   |            |
| China                          | 2 – 2 | Zuid-Korea                        | Amstelveen |
| Zhao Yudiao 58' Mao Weilin 78' |       | Cheon Eun-Bi 41' Kim Jong-Hee 52' | Amstelveen |

| 25 juni 2011 11:30 |       |          |            |
| Argentinië         | 1 – 0 | Engeland | Amstelveen |
| Aymar 52'          |       |          | Amstelveen |

| 26 juni 2011 09:00 |         |                    |            |
| Engeland           | 2 – 2   | Zuid-Korea         | Amstelveen |
| Herbert 21' 65'    | Verslag | Kim Da-rae 39' 60' | Amstelveen |

| 26 juni 2011 11:30 |       |                                                  |            |
| China              | 1 – 4 | Argentinië                                       | Amstelveen |
| Zhao Yudiao 20'    |       | Barrionuevo 16' García 43' Merino 50' Sruoga 56' | Amstelveen |

| 28 juni 2011 11:00 |       |       |            |
| Engeland           | 0 – 0 | China | Amstelveen |
|                    |       |       | Amstelveen |

| 28 juni 2011 15:00 |       |            |            |
| Argentinië         | 1 – 1 | Zuid-Korea | Amstelveen |
|                    |       |            | Amstelveen |

#### Groep B
| Team          | Gsp | Gw | G | V | DV | DT | DS | Pnt |
| ------------- | --- | -- | - | - | -- | -- | -- | --- |
| Nederland     | 3   | 2  | 1 | 0 | 5  | 1  | +4 | 7   |
| Nieuw-Zeeland | 3   | 1  | 1 | 1 | 3  | 3  | 0  | 4   |
| Duitsland     | 3   | 1  | 0 | 2 | 2  | 1  | –1 | 3   |
| Australië     | 3   | 1  | 0 | 2 | 3  | 6  | –3 | 3   |

| 25 juni 2011 14:00 |       |               |            |
| Duitsland          | 1 – 0 | Nieuw-Zeeland | Amstelveen |
| Müller 28'         |       |               | Amstelveen |

| 25 juni 2011 16:30                |       |           |            |
| Nederland                         | 3 – 0 | Australië | Amstelveen |
| Paumen 7' Welten 19' Dijkstra 57' |       |           | Amstelveen |

| 26 juni 2011 14:00 |       |               |            |
| Australië          | 2 – 3 | Nieuw-Zeeland | Amstelveen |
|                    |       |               | Amstelveen |

| 26 juni 2011 16:30 |       |           |            |
| Duitsland          | 1 – 2 | Nederland | Amstelveen |
|                    |       |           | Amstelveen |

| 28 juni 2011 13:00 |       |           |            |
| Australië          | 1 – 0 | Duitsland | Amstelveen |
|                    |       |           | Amstelveen |

| 28 juni 2011 17:00 |       |               |            |
| Nederland          | 0 – 0 | Nieuw-Zeeland | Amstelveen |
|                    |       |               | Amstelveen |

### Tweede poulefase

#### Groep C
Argentinië werd tweede in de groep na een tweede protest.
| Team          | Pld | W | D | L | GF | GA | GD | Pts |
| ------------- | --- | - | - | - | -- | -- | -- | --- |
| Nederland     | 3   | 2 | 1 | 0 | 4  | 1  | +3 | 7   |
| Argentinië    | 3   | 1 | 1 | 1 | 5  | 5  | 0  | 4*  |
| Zuid-Korea    | 3   | 1 | 1 | 1 | 6  | 6  | 0  | 4*  |
| Nieuw-Zeeland | 3   | 0 | 1 | 2 | 5  | 8  | −3 | 1   |

| 30 juni 2011 17:00 |       |               |            |
| Zuid-Korea         | 5 – 3 | Nieuw-Zeeland | Amstelveen |
|                    |       |               | Amstelveen |

| 30 juni 2011 19:30 |       |           |            |
| Argentinië         | 1 – 2 | Nederland | Amstelveen |
|                    |       |           | Amstelveen |

| 2 juli 2011 10:00 |       |               |            |
| Argentinië        | 3 – 2 | Nieuw-Zeeland | Amstelveen |
|                   |       |               | Amstelveen |

| 2 juli 2011 12:30 |       |           |            |
| Zuid-Korea        | 0 – 2 | Nederland | Amstelveen |
|                   |       |           | Amstelveen |

- Argentinië plaatste zich ten koste van Zuid-Korea voor de finale, omdat Argentinië in de eerste ronde beter presteerde.

#### Groep D
| Team      | Gsp | G | G | V | DV | DT | DS | Pnt |
| --------- | --- | - | - | - | -- | -- | -- | --- |
| Engeland  | 3   | 2 | 1 | 0 | 4  | 2  | +2 | 7   |
| Australië | 3   | 1 | 2 | 0 | 5  | 5  | 0  | 4   |
| Duitsland | 3   | 1 | 2 | 0 | 4  | 3  | +1 | 3   |
| China     | 3   | 0 | 1 | 2 | 3  | 6  | −3 | 2   |

| 30 juni 2011 11:30 |       |           |            |
| China              | 2 – 2 | Australië | Amstelveen |
|                    |       |           | Amstelveen |

| 30 juni 2011 14:00 |       |           |            |
| Engeland           | 1 – 0 | Duitsland | Amstelveen |
|                    |       |           | Amstelveen |

| 1 juli 2011 12:00 |       |           |            |
| China             | 1 – 4 | Duitsland | Amstelveen |
|                   |       |           | Amstelveen |

| 1 juli 2011 14:30 |       |           |            |
| Engeland          | 3 – 2 | Australië | Amstelveen |
|                   |       |           | Amstelveen |

### Plaatsingswedstrijden

#### 7e/8e plaats
| 3 juli 2011 09:00 |       |       |            |
| Duitsland         | 3 – 5 | China | Amstelveen |
|                   |       |       | Amstelveen |

#### 5e/6e plaats
| 3 juli 2011 11:30 |       |           |            |
| Engeland          | 2 – 0 | Australië | Amstelveen |
|                   |       |           | Amstelveen |

#### Troostfinale
| 3 juli 2011 14:00     |         |                                         |                                                           |
| Zuid-Korea            | 2 – 3   | Nieuw-Zeeland                           | Amstelveen Scheidsrechters: Stella Bartlema Frances Block |
| Kim Jong-Eun 42', 56' | Verslag | Glynn 15' Forgesson 16' C. Harrison 70' | Amstelveen Scheidsrechters: Stella Bartlema Frances Block |

#### Finale
| 3 juli 2011 16:35                  |              |                                     |                                                   |
| Nederland                          | 3 – 3 (n.v.) | Argentinië                          | Amstelveen Scheidsrechters: Lisa Roach Cheko Soma |
| Paumen 35', 41', 48'               |              | Rebecchi 1' Aymar 32' Sruoga 34'    | Amstelveen Scheidsrechters: Lisa Roach Cheko Soma |
| Shoot-out                          |              |                                     | Amstelveen Scheidsrechters: Lisa Roach Cheko Soma |
| Bos de Goede Paumen van den Heuvel | 3 – 2        | García Rebecchi Aymar Merino Sruoga | Amstelveen Scheidsrechters: Lisa Roach Cheko Soma |

## Eindstand
1. Nederland
2. Argentinië
3. Nieuw-Zeeland
4. Zuid-Korea
5. Engeland
6. Australië
7. China
8. Duitsland

- Nummers 1 t/m 5 naar Champions Trophy vrouwen 2012
- Nummer 6 t/m 8 degraderen naar de Champions Challenge